# ダーティ・グランパ
『ダーティ・グランパ』（Dirty Grandpa）は、2016年にアメリカ合衆国で製作されたコメディ映画。主演はロバート・デ・ニーロとザック・エフロン。

## ストーリー
ジョージア州アトランタ、結婚を控えた真面目な弁護士ジェイソン。亡くなった祖母の葬儀のために祖父であるディックのもとを訪れた彼は、そこでディックから夫婦の思い出の地まで共に旅をしてほしいと頼み込まれる。
これを渋々引き受けたジェイソンだったが、道中でディックは久しぶりの独身生活に羽目を外し、酒に女とやりたい放題の限りを尽くす。当然そんな祖父をジェイソンはたしなめるが、一方のディックは真面目すぎる孫に人生の楽しみとは何かを教えるため、共にフロリダ州のデイトナビーチへ繰り出そうと提案する。

## キャスト
※括弧内は日本語吹替
- ディック・ケリー - ロバート・デ・ニーロ（野島昭生）
- ジェイソン・ケリー - ザック・エフロン（森田成一）
- シャディア - ゾーイ・ドゥイッチ（植竹香菜）
- レノーア - オーブリー・プラザ（塩谷綾子）
- タン・パム - ジェイソン・マンツォーカス（勝杏里）
- デヴィッド・ケリー - ダーモット・マローニー（さかき孝輔）
- メレディス - ジュリアン・ハフ（大津愛理）
- ニック - アダム・パリー（英語版）（後藤光祐）
- スティンキー - ダニー・グローヴァー